# Give Me Just One Night (Una Noche)
| Críticas profissionais | Críticas profissionais |
| Avaliações da crítica  | Avaliações da crítica  |
| Fonte                  | Avaliação              |
| ---------------------- | ---------------------- |
| Allmusic               | [ 1 ]                  |

"Give Me Just One Night (Una Noche)" é o primeiro single do grupo 98 Degrees para o seu terceiro álbum de estúdio Revelation. "Give Me Just One Night (Una Noche)" foi o maior sucesso do grupo na Billboard, tendo alcançado o 2º lugar no Billboard Hot 100 e continua sendo o single a ter alcançado a posição mais alta nas paradas estadunidenses (excetuando a colaboração deles em "Thank God I Found You" com Mariah Carey que alcançou o 1º lugar). A canção não foi internacionalmente famosa, mas entrou no Top 40 na Suécia e Países Baixos. Na Oceania, ela alcançou o 21º lugar no ARIA Singles Chart e o 13º lugar no RIANZ Singles Chart. "Give Me Just One Night (Una Noche)" também chegou ao 61º lugar no UK Singles Chart.

## Vídeo clipe
O vídeo mostra o grupo chegando de barco na Península de Iucatã, passeando nas ruínas da civilização Maia, uma moça muito formosa aparece chamando a atenção de Nick. Eles passam a explorar a cidade e participar das festividades. No meio à multidão Nick procura pela moça, só conseguindo aproximar-se dela à noite no meio da festividade principal. Os dois dançam juntos e acabam cansados deitados em banco. Inconsciente, Nick é levado por três homens encapuzados até o barco em que ele veio, assustado sem saber o que está acontecendo ele permance quieto até que os homens tirem o capuz, revelando serem seus amigos. O vídeo também tem uma versão em espanhol, não bem trabalhada, usando de silhuetas dos cantores para esconder que estão sendo usadas as mesmas tomadas em inglês para o vídeo em espanhol, escondendo a sincronia labial.

## Lista de faixas
| Single padrão  |                                                              |         |  |
| N.º            | Título                                                       | Duração |  |
| 1.             | "Give Me Just One Night (Una Noche)" (Album Version)         | 3:25    |  |
| 2.             | "Give Me Just One Night (Una Noche)" (Spanish Version)       | 3:25    |  |
| 3.             | "Give Me Just One Night (Una Noche)" (Hex Hector Radio Edit) | 6:91    |  |
| Duração total: | Duração total:                                               | 13:41   |  |

| Edição limitada |                                                        |         |  |
| N.º             | Título                                                 | Duração |  |
| 1.              | "Give Me Just One Night (Una Noche)"                   | 3:25    |  |
| 2.              | "Give Me Just One Night (Una Noche)" (Spanish Version) | 3:25    |  |
| Duração total:  | Duração total:                                         | 6:50    |  |

| Hex Hector Remixes |                                                                    |         |  |
| N.º                | Título                                                             | Duração |  |
| 1.                 | "Give Me Just One Night (Una Noche)" (Hex Hector Club Mix)         | 9:25    |  |
| 2.                 | "Give Me Just One Night (Una Noche)" (Hex Hector Dub Mix)          | 7:42    |  |
| 3.                 | "Give Me Just One Night (Una Noche)" (Hex Hector Radio Mix)        | 3:40    |  |
| 4.                 | "Give Me Just One Night (Una Noche)" (Hex Hector Percussion Beats) | 4:07    |  |
| Duração total:     | Duração total:                                                     | 24:14   |  |

## Desempenho nas paradas
| Ano  | Paradas                   | Melhor posição |
| ---- | ------------------------- | -------------- |
| 2000 | Billboard Hot 100         | 2              |
| 2000 | Billboard Pop Songs       | 8              |
| 2000 | Billboard Radio Songs     | 14             |
| 2000 | Billboard Adult Pop Songs | 38             |
| 2000 | Top 40                    | 5              |
| 2000 | Dutch Top 40              | 40             |
| 2000 | Swedish Singles Chart     | 33             |
| 2000 | Swiss Singles Chart       | 58             |
| 2000 | UK Singles Chart          | 61             |
| 2000 | ARIA Singles Chart        | 21             |
| 2000 | RIANZ Singles Chart       | 13             |